# Jacques Dumoustier de La Fond
Pour les autres membres de la famille, voir Famille Dumoustier.
Ne doit pas être confondu avec Jacques Dumoustier Delafond.
François-Jacques Dumoustier, seigneur de La Fond, né à Loudun le 30 juillet 1745 et mort le 4 août 1815 à Chinon, est un militaire et historien français.

## Biographie
François-Jacques Dumoustier de La Fond est le fils de François Dumoustier de La Fond (1709-1775), seigneur de Cocagne et de Gâtine, conseiller du roi, son président au bailliage et siège présidial de Loudun et maire de Loudun de 1749 à 1765, et de Jeanne-Françoise-Anne Poirier  de Joué. Il est le cousin germain de Jacques Dumoustier Delafond.
Il suit la carrière des armes, est élève à l'école d'artillerie de Mézières, dont il sort officier en 1762. Lieutenant d'artillerie au régiment de Grenoble, il prend part à la fin de la guerre de Sept Ans.
Dumoustier dirige la construction d'arsenal à Belle-Île de 1779 à 1781. Capitaine au régiment de Grenoble en 1789, il prend sa retraite avec le grade de commandant et chevalier de l'ordre de Saint-Louis en 1791, se retirant à Chinon, terres familiales de ses deux épouses successives, nées Drouin de Parçay et Torterüe de Langardière.
Auteur de traités de mathématiques et de travaux historiques, historiographe du comte d'Artois, il est membre des Académies d'Angers, de La Rochelle, de Villefranche, de Valence, de Bade, de Hesse-Hambourg, de Munich, de Stockholm et de Hesse-Cassel.
Gustave de Cougny est son petit-fils.

## Œuvres
- Essais sur l'histoire de la ville de Chinon - 1778,  1807, 1809

## Sources
- Dictionnaire de biographies françaises
- Paul-Alexandre Marchegay, Dumoustier de La Fond, historien de Loudun et de Chinon. Lettre autobiographique à Jouyneau-Desloges. (20 août 1809)
- Ernest Henry Tourlet (en), Les projets de l'historien Dumoustier en l'an XI et l'an XII... - 1896
- Biographie de l'historien Jacques Dumoustier (1745-1815), Bulletin trimestriel de la Société archéologique de Touraine - 1909
- E.-H. Tourlet (de la Société Archéologique de Touraine), Documents pour servir à la BIOGRAPHIE de DUMOUSTIER DE  LA FOND, HISTORIEN de CHINON et de LOUDUN. Chez Péricat libraire à Tours et Roiffé, Libraire à Loudun, 1896.